# Andrzej Franciszek Kucharski
Andrzej Franciszek Kucharski (ur. 30 października 1795 w Baranach, zm. 17 stycznia 1862 w Warszawie) – polski filolog i slawista.

## Życiorys
Po skończeniu studiów w 1821 roku na Uniwersytecie Warszawskim pracował jako nauczyciel języków i literatury starożytnej w szkołach średnich w Kielcach, Lublinie, Kaliszu, Warszawie. Następnie miał objąć katedrę dialektów słowiańskich na Uniwersytecie Warszawskim i w latach 1825–1830 odbył podróż na ziemie słowiańskie, której celem było poznanie języka, kultury i nawiązanie kontaktów naukowych z badaczami odwiedzanych krajów. Wiele czasu poświęcił na studia, przeszukiwanie archiwów i bibliotek oraz gromadzenie książek poświęconych problematyce słowiańskiej. Kucharski odwiedził Łużyce, Czechy, Słowację, w 1828 roku Słowenię (był w Lublanie), Chorwację i Czarnogórę i z podróży tych przysyłał sprawozdania do „Gazety Polskiej” i „Pamiętnika Warszawskiego”. Będąc w Słowenii badał dialekty słoweńskie i właśnie wtedy, na podstawie zebranego materiału lingwistycznego oraz na podstawie badań stosunków kulturalnych, ekonomicznych i politycznych w Słowenii i Chorwacji, doszedł do przekonania, że Słoweńcy są jeszcze jednym narodem słowiańskim. Nie zdyskontował wyników swych badań w publikacjach naukowych, poza niewielkimi artykułami o dialektach słowiańskich i przekładach Pisma Świętego na języki słowiańskie. Wybuch powstania listopadowego i w konsekwencji zamknięcie przez władze carskie Uniwersytetu Warszawskiego przerwały naukową karierę Kucharskiego, zmuszając go do powrotu do pracy nauczycielskiej. Po śmierci badacza w roku 1862 część jego zbiorów trafiła do Biblioteki Uniwersyteckiej w Odessie, reszta uległa rozproszeniu lub zaginęła.